# КС Динамо Тирана
Вижте пояснителната страница за други значения на Динамо.
ФК „Динамо“ (Тирана) (на албански Klubi i Futbollit Dinamo Tirana, Клюби и Футболит Динамо Тирана) е албански футболен отбор от столицата Тирана. Един от най-титулуваните отбори, като има спечелени 16 титли и 13 купи на Албания. Местният враг е ФК „Тирана“.

## История
„Динамо“ е създаден през 1950 г. в албанската столица Тирана. Играе на стадион „Кемал Стафа“, който е с капацитет 19 200 зрители. През 1995 г. отборът е прекръстен на КС „Олимпик“ (Тирана), но си връща истинското име две години по-късно.
Динамо е втори по брой спечелени титли на Албания – 16 (първият ФК Тирана има 23), както и по брой купи на страната – 13 (толкова има и ФК Тирана, а лидер в тази класация е ФК „Партизани“ (Тирана) с 15 трофея). През сезон 2011/12 г. завършва на последното 14-о място в Албанската суперлига и изпада във второто ниво на албанския футбол Албанската първа дивизия.

## Успехи
- Шампион на Албания (16) – 1950, 1951, 1952, 1953, 1955, 1956, 1960, 1967, 1973, 1975, 1976, 1977, 1980, 1986, 1990, 2002
- Купа на Албания (14) – 1950, 1951, 1952, 1953, 1954, 1960, 1971, 1974, 1978, 1982, 1989, 1990, 2003, 2025
- Суперкупа на Албания (1) – 1989